# Vz. 52 (fuzil)
O vz. 52 (tcheco: 7,62mm samonabíjecí puška vzor 52) é um fuzil semiautomático que foi desenvolvido logo após a Segunda Guerra Mundial na Tchecoslováquia. A designação vz. 52 é uma abreviação de vzor 52 (modelo 52), e o fuzil é calibrado em 7,62×45mm. Esse calibre foi trocado posteriormente quando o exército tcheco padronizou-se com a munição padrão do Pacto de Varsóvia, o 7,62×39mm. Os primeiros 5.000 fuzis vz. 52 foram produzidos pela Považské strojárne em Považská Bystrica, localizada a 100km no sudoeste de Praga, mas devido a dificuldades de produção, sua fabricação foi assumida pela Česká zbrojovka Uherský Brod.

## Características técnicas

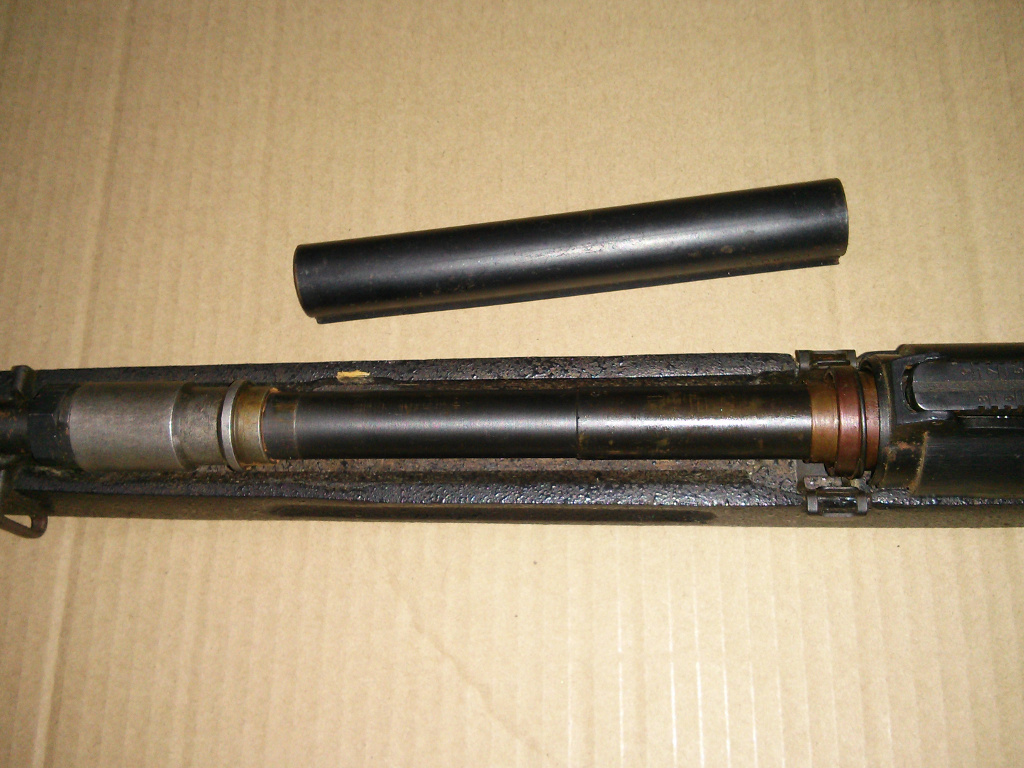
Fuzil vz. 52 com guarda-mão removido para mostrar o sistema de gás. A porca mais próxima do retém da bandoleira é a contra-porca de ajuste. Entre o pistão de gás (cor mais clara) e a contra-porca está a própria porca de ajuste. Haste operacional removida e colocada no lado direito.

O vz. 52 é um fuzil semi-automático com um mecanismo de trancamento de ferrolho basculante alimentado por um sistema anular de pistão a gás de curso curto. O ferrolho é trancado por duas saliências que se encaixam em ranhuras usinadas no receptor. No entanto, ao contrário da maioria dos mecanismos de culatra de trancamento vertical, o ferrolho do fuzil tem a característica incomum de inclinar o ferrolho frontalmente para trancar o mecanismo, enquanto outros desenhos de ferrolho desse tipo inclinam o ferrolho para trás. O ferrolho é feito de um transportador com a alavanca de manejo à direita. A mola recuperadora é longa e usa uma haste guia. No meio do cano, várias janelas de gás permitem que os gases movam uma manga que desliza ao redor do cano e empurra uma haste semicircular que destrava o ferrolho.
O pistão é acionado por gases residuais da alma do cano, ventilados em uma luva envolvendo o cano para superar a inércia do conjunto do ferrolho, ferrolho e a resistência da mola recuperadora para destravar a câmara, ejetar o cartucho vazio e então introduzir uma nova munição na câmara ao retornar em bateria. A culatra mantém-se aberta após o último disparo.
Uma tampa de cobertura de chapa metálica é colocada na parte traseira do receptor, que é feito de aço fresado e recebe o ferrolho e uma tampa superior. O cano é aparafusado na parte frontal do receptor e tem o diâmetro interno do calibre de 7,62mm, com quatro raias à direita; uma volta em 520mm. O cano termina em uma pequena extremidade rosqueada com um protetor de rosca recartilhado. Uma vez removido, este lado é usado para anexar um dispositivo de disparo de festim.
A chave do registro de segurança manual é colocada dentro do guarda-mato e é manipulada pelo dedo indicador do atirador. O mecanismo de gatilho, assim como o guarda-mato, se assemelha ao usado no fuzil semiautomático americano M1 Garandsendo composto por um bloco desmontável com guarda-mato articulado, cão interno e segurança axial com deslocamento longitudinal. Empurrado para trás, proíbe o disparo. O guarda-mão é composto por dois elementos: uma parte frontal em chapa com ranhuras longitudinais e uma parte traseira em madeira. A alavanca de manejo é integrada ao conjunto do ferrolho e está localizada no lado direito do fuzil; esse arranjo permite que o atirador recarregue o fuzil sem atrapalhar sua pontaria. A extremidade traseira do ferrolho se inclina para baixo quando travada na posição de tiro, tal como no fuzil sueco AG 42. A janela de gás é semelhante à do fuzil alemão MKb 42(w), por manga no meio da arma, uma haste se move para trás em uma curta distância e destrava o ferrolho.
O fuzil é equipado com mira de ferro de tipo aberto, com um poste encapuzado na massa de mira (frontal) e alça de mira (próxima ao olho do atirador) com entalhe em V colocada em uma tangente deslizante, ajustável para elevação entre 100–950m. O fuzil também pode receber uma mira óptica diurna e noturna que faz interface com um trilho lateral opcional montado no receptor. A coronha inteiriça do punho da pistola é esculpida em nogueira ou faia e tingida de marrom-amarelado; e feita de madeira branca matizada.. A coronha tem uma ponta oca que é usada como compartimento de armazenamento para vareta de limpeza, garrafa de óleo e acessórios. No lado esquerdo da coronha, bem perto da alça, há um entalhe com uma saliência destinada à fixação de uma bandoleira. A placa da soleira é feita de chapa estampada. O fuzil tem uma baioneta de lâmina integral, de dois gumes e medindo 27cm, que se dobra em um recesso esculpido na coronha no lado direito. Todas as partes metálicas da arma recebem acabamento preto Parkerizado.
O vz. 52 é alimentado por um carregador destacável tipo cofre com capacidade para 10 tiros, mas também pode ser recarregado rapidamente a partir de clipes de pente com o ferrolho retraído. Para isso, uma guia do pente é fresada na face frontal do conjunto do ferrolho, alinhando-se com o carregador quando o ferrolho é travado na posição aberta. Este é o método principal de recarregar o fuzil, já que os soldados de infantaria receberiam apenas 2 pentes por fuzil. Ele ejeta os estojos do cartucho vigorosamente para a frente e para a esquerda.
Como o vz. 52 foi feito pelos métodos convencionais de forjamento e fresagem da época, tem uma coronha de madeira e uma baioneta permanentemente presa, ele é bastante pesado para o cartucho que usa e tem mais de quatro quilos. Isto gera uma relação de compromisso: Embora o peso seja uma desvantagem no transporte, ele torna o vz. 52 preciso e fácil de disparar. O peso extra da baioneta dobrável também torna o fuzil um pouco pesado, mas com um bom efeito na precisão improvisada.

## Conversão de calibre
Após pressão da União Soviética para adotar seu cartucho de 7,62×39mm, os fuzis tchecos existentes foram recalibrados e toda a produção posterior do fuzil foi feita neste calibre e redesignada como vz. 52/57. O vz. 52/57 é idêntico ao vz. 52, exceto que o carregador é menor. O vz. 52/57 é consideravelmente menos comum e geralmente é encontrado em melhores condições devido à sua alma e câmara cromadas. Os carregadores do vz. 52 podem ser usados no vz. 52/57, mas isso faz com que não funcionem de forma tão confiável. O vz. 52/57 pode ser construído novo ou resultar de uma modificação do fuzil original. Neste caso, vestígios de solda podem ser vistos sob a face inferior da armação.

## Serviço
O vz. 52 era fornecido com uma bandoleira, lona e bolsa de couro para dois carregadores, um dispositivo de disparo de festim e um kit de limpeza; o qual incorporava uma vareta de limpeza de três peças, lata de óleo, escova, limpador do sistema de gás e um protetor da boca do cano - tudo armazenado no compartimento na soleira da coronha.
Todos os vz. 52 foram rapidamente substituídos no serviço tchecoslovaco pelo vz. 58, mas os fuzis anteriores chegaram aos aliados soviéticos durante a Guerra Fria e serviram em Granada, Somália, Cuba e Afeganistão e muitos deles foram repassados para guerrilheiros. Pelo menos 12.000 fuzis vz. 52 foram esvaziados dos estoques de reserva cubanos e doados a Angola como ajuda militar durante a Operação Carlota.
Em Cuba, o vz. 52 foi usado durante a guerrilha do Escambray e a invasão da Baía dos Porcos. Sendo empregado largamente pelas Milícias de Tropas Territoriais (Milicias de Tropas Territoriales, MTT), mas provou ser impopular devido ao fato de tanto o vz. 52 quanto o vz. 52/57 estarem em uso na MTT, causando confusão com os carregadores e munições. Alguns fuzis vz. 52/57 foram usados durante a invasão americana de Granada.
Na República Tcheca, apenas alguns fuzis foram mantidos para guarda de honra. A Guarda do Castelo de Praga, usa fuzis vz. 52 desativados com acabamento cromado e com coronhas de madeira escurecida, usados como armas cerimoniais. Os detalhes metálicos, incluindo a baioneta, são prateados. A guarda presidencial usa o fuzil vz. 52/57 com coronha de plástico marrom e a baioneta é mais longa, com 33,5cm em vez de 27cm.

## Usuários

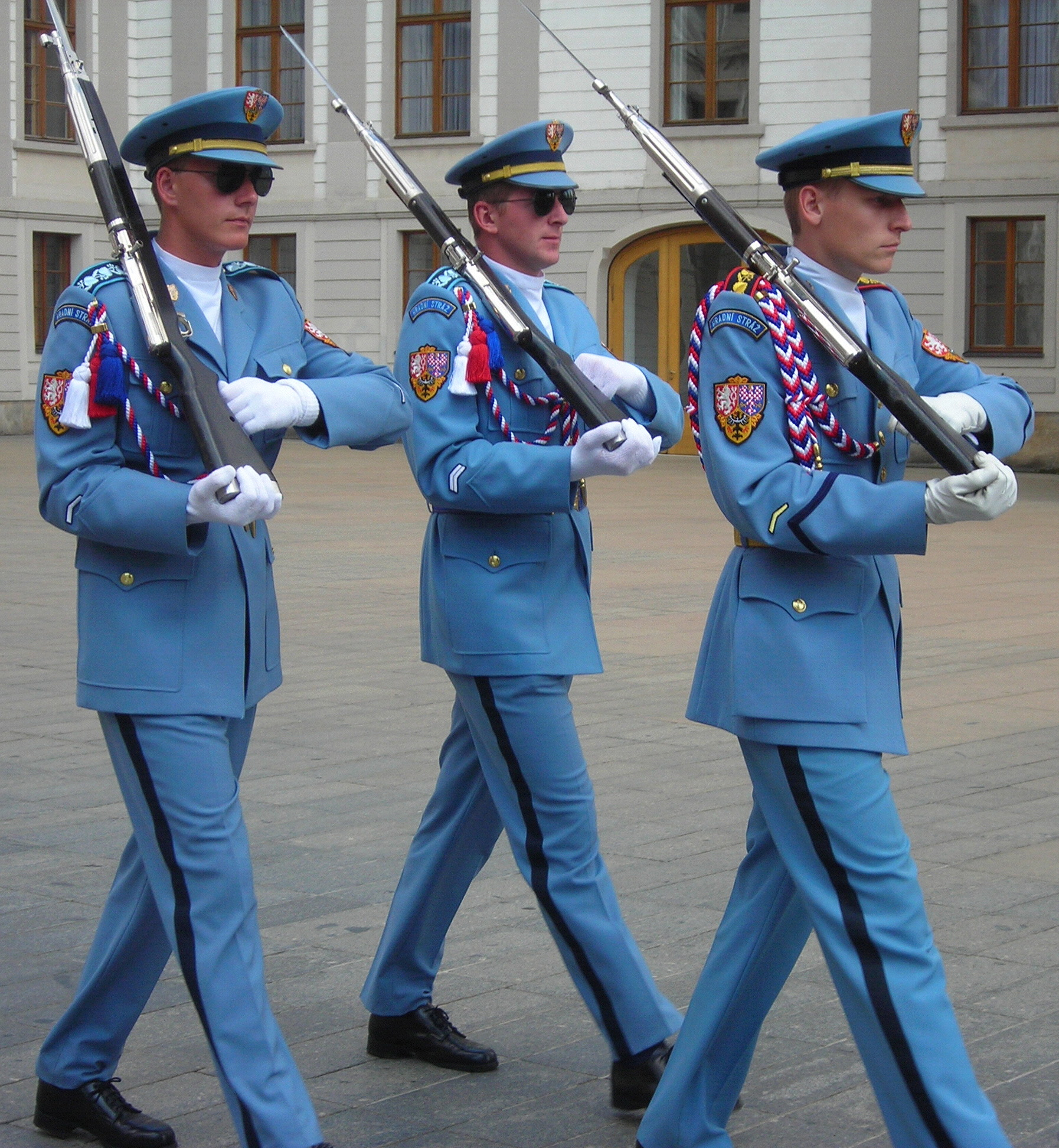
Guarda do Castelo de Praga portando o vz. 52.

- Angola: 12.000 fuzis entregues em 1975.[6]
- Biafra: 820 fuzis entregues em 1967[11]
- Forças Democráticas pela Libertação de Ruanda.[12]
- Cuba: Guerrilha do Escambray e invasão da Baía dos Porcos.[3][7][8] Usado pela milícia.[8]
- Tchecoslováquia: Em serviço até 1959, ainda usado pelas Guardas do Castelo de Praga e Presidencial.[2]
- Egito[3]
- Etiópia[13]
- Indonésia: Usado pelos fuzileiros navais.[14]
- Israel
- Granada: Usado durante o regime Movimento New Jewel.[10]
- Guiné-Bissau: Modelo vz. 52/57.[15]
- Namíbia Usado pelo Exército Popular de Libertação da Namíbia.[16]
- Nicarágua: Alguns depois doados como ajuda à FMLN salvadorenha.[3] Usado pela guarda de honra no funeral da líder Ana Maria "Melida Anaya Montes" em 1983.[17]
- Nigéria[15]
- Síria[18]
- Tanzânia
- Vietnam: Uso bem limitado.[19]
- Iêmen[15]
- Laos
- Zimbábue: Usado pelo ZIPRA e ZANLA.[20]